# Kilonova

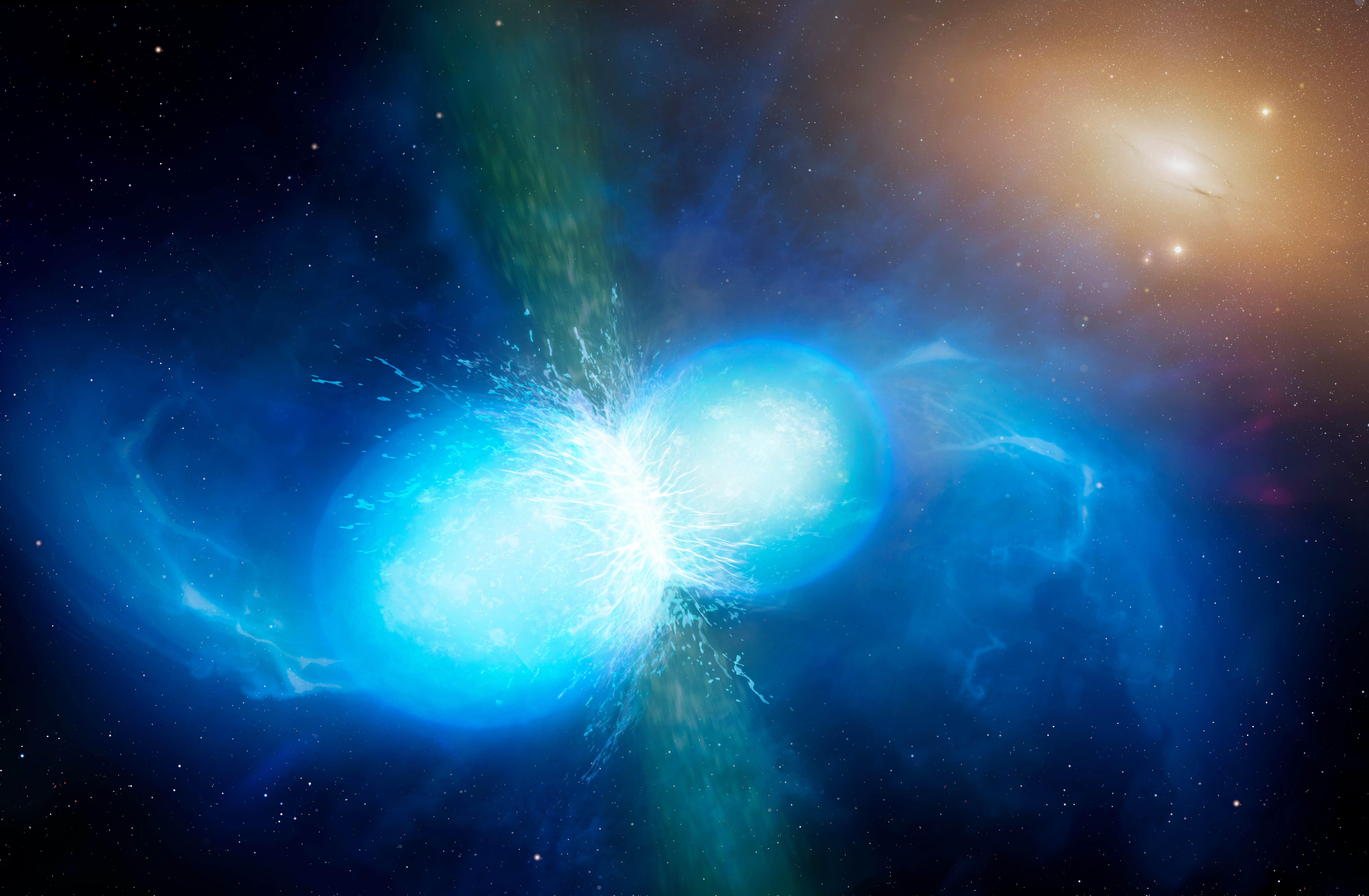
Künstlerische Darstellung einer Kilonova.

Eine Kilonova (alternativ auch Macronova) ist der Helligkeitsausbruch eines verschmelzenden Doppelsterns, dessen elektromagnetische Strahlung durch den radioaktiven Zerfall von Elementen angetrieben wird, die im r-Prozess gebildet wurden. Der Begriff Kilonova bezieht sich auf die freigesetzte Energie, die ungefähr den tausendfachen Wert einer klassischen Nova erreicht und lichtschwächer ist als eine normale Supernova.

## Eigenschaften
Kilonovae können bei einer Verschmelzung zweier Neutronensterne oder der Verschmelzung eines schwarzen Loches mit einem Neutronenstern auftreten. Dabei wird der masseärmere Neutronenstern durch die Gezeitenkräfte des schwereren Begleiters zerstört. Während der größte Teil der Materie des zerrissenen Sterns aus einer Akkretionsscheibe auf den massereicheren Begleiter akkretiert wird, werden 0,001 bis 0,1 Sonnenmassen des zerstörten Neutronensterns isotrop mit einer Geschwindigkeit vom 0,1- bis 0,2-fachen der Lichtgeschwindigkeit ausgestoßen. Durch vielfachen, rasch aufeinander folgenden Neutroneneinfang in Verbindung mit Beta-Zerfall (r-Prozess) entstehen dabei schwere Atomkerne. Die neu synthetisierten radioaktiven Elemente zerfallen, und die dabei emittierte Strahlung kann als ein 0,5 bis 10 Tage dauernder Ausbruch mit einer Leuchtkraft 1034 bis 1035,5 W nachgewiesen werden. Das zu erwartende Spektrum wurde 2010 von Brian Metzger und Kollegen vorhergesagt (Metzger erhielt dafür für 2019 den New Horizons in Physics Prize).

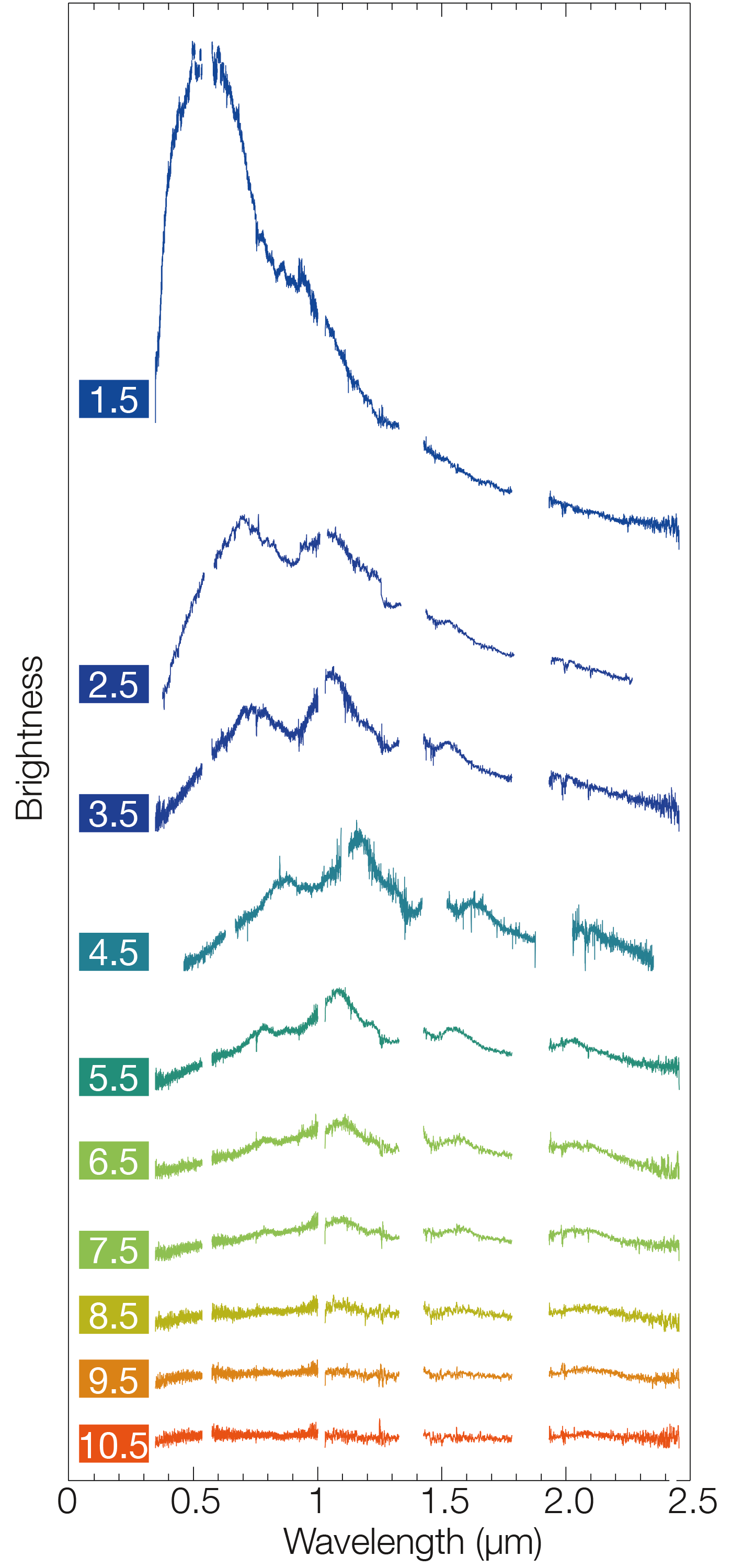
Spektrum der Kilonova AT 2017gfo im Verlauf von 1,5 bis 10,5 Tagen.

Das Spektrum einer Kilonova sollte einzigartig, als quasi-thermisch mit einer Temperatur von 10.000 K, sein, und – wegen der hohen Expansionsgeschwindigkeit – keinerlei Spektrallinien zeigen. Die Verschmelzung zweier kompakter Sterne emittiert Gravitationswellen, die mit Gravitationswellendetektoren wie LIGO oder VIRGO beobachtbar sind.
Die ausgestoßene Materie tritt in Wechselwirkung mit vorhandener zirkumstellarer Materie, und mittels Bremsstrahlung dürfte ein mehrere Tage andauernder Radioausbruch nachweisbar sein.
Die Verschmelzung zweier kompakter Sterne gilt auch als die Ursache für Gammablitze (gamma-ray bursts: GRB) kurzer Dauer. Ein Gammablitz sollte einige Sekunden nach dem Gravitationswellen-Signal auftreten. Von dem relativ nahen GRB 130603B, der als eine Kilonova interpretiert werden kann, ist ein GRB-Nachglühen im Infraroten beobachtet worden.
Kilonovae werden als eine bedeutende Quelle für die schweren Elemente des r-Prozesses mit Atommassen von über 130 angesehen, da der Beitrag von Supernova-Ejekta zu diesen Elementen zu gering zu sein scheint, um die gemessenen Werte in der interstellaren Materie zu erklären.
Die Lichtkurve in den folgenden Wochen sollte durch den radioaktiven Zerfall von bei der Kollision gebildeten Elementen wie Radium bestimmt werden.

## GW170817 = GRB 170817A
Am 17. August 2017 wurde ein Gravitationswellenereignis durch die beiden LIGO-Detektoren zusammen mit dem Virgo-Detektor registriert. 1,7 Sekunden später registrierte das Fermi Gamma-ray Space Telescope den Gammablitz GRB 170817A, und beide Beobachtungen konnten mit einem optischen Transient in der Galaxie NGC 4993 in Verbindung gebracht werden. Die Kilonova konnte im optischen, infraroten, ultravioletten, Röntgen- und Radiobereich beobachtet werden. Aus der Lichtkurve und der Entfernung zu der S0-Galaxie konnte eine Leuchtkraft von 3×1034 W abgeleitet werden. Die ausgestoßene Masse wurde modelliert zu (2−2,5)×10−2 Sonnenmassen bei einer Geschwindigkeit von dem 0,3-fachen der Lichtgeschwindigkeit. Der Farbindex wandelte sich innerhalb weniger Tage von Blau nach Rot, und nach einer Woche emittierte die Kilonova die meiste elektromagnetische Strahlung im Bereich des Infraroten.  Die Emission von Röntgenstrahlung scheint überwiegend die Folge einer Wechselwirkung zwischen den ausgestoßenen Ejekta und zirkumstellarer Materie zu sein. Der Gammablitz strahlte 95 Prozent seiner Energie in weniger als zwei Sekunden ab und hatte eine ungewöhnlich geringe Leuchtkraft. Wahrscheinlich lag die Erde nicht in Richtung eines der beiden Jets. Die lanthanoidreiche Kilonova GW170817 gilt als eine direkte Bestätigung, dass die meisten durch den r-Prozess gebildeten Elemente in der Kollision von Neutronensternen entstehen.

## Erkenntnisse aus Kilonova-Ereignissen
Die Bestätigung von Mergerbursts durch zwei Neutronensterne kann genutzt werden um
- den Wert der Hubble-Konstanten zu präzisieren[15]
- die Massengrenze von Neutronensternen zu messen[16]
- die Eigenschaften von Jets von GRBs außerhalb der Achse zu studieren[17]
- die Zustandsgleichung dichter Materie besser abzuschätzen[18]